# Цагрину, Элена
Элена Рицики Цагрину (греч. Έλενα Ριτσίκης Τσαγκρινού: род. 16 ноября 1994, Афины) — греческая певица, представительница Кипра на конкурсе песни «Евровидение-2021» в Роттердаме, Нидерланды.

## Биография
Родилась в Афинах 16 ноября 1994 года. В 14 лет приняла участие в шоу талантов «Greece Got Talent», выйдя в полуфинал. В 2013 году стала солисткой группы «OtherView».
В 2017 году Елена начала свою сольную карьеру, выпустив сингл с символическим названием «Pame Ap' Tin Arhi» (Let’s go from the start), написанный Димитрисом Контопулосом и Никосом Мораитисом.
На протяжении всех этих лет она сотрудничала со многими другими известными греческими артистами, такими как Константинос Аргирос и Мелисса.

## «Евровидение-2021»
25 ноября 2020 года кипрская телекомпания CyBC подтвердила, что Элена будет представлять Кипр на конкурсе песни «Евровидение-2021» в Роттердаме с песней «El Diablo». Авторами композиции были Томас Стенгаард, Джимми Торнфельдт, Лорелл Баркер и Окса.
Номер певицы включал в себя обилие красного цвета, посреди сцены была зеркальная конструкция, которая отражала певицу со спины и множила количество танцоров. Позади сцены во второй половине песни появляется надпись «El Diablo», буквы которой полыхают огнём.
В 1-м полуфинале «Евровидения» Элена заняла 6-е место и прошла в финал песенного конкурса. В финале выступила под 1-м порядковым номером. По результату голосования жюри и телезрителей заняла 16-е место, набрав 94 балла. Певица получила оценку 12 от зрителей из России и Греции.

## Дискография

### Студийные альбомы
| Название              | Информация                                                                 |
| --------------------- | -------------------------------------------------------------------------- |
| El Diablo - The Album | - Релиз: 12 мая 2021 - Лейбл: Panik Records - Формат: цифровая дистрибуция |

### Синглы
| «Pame Ap' Tin Arhi»                                                               | 2018 | —  | El Diablo - The Album |
| «Summer Romance»                                                                  | 2018 | —  | El Diablo - The Album |
| «Paradeisos»                                                                      | 2018 | —  | El Diablo - The Album |
| «Tsai Me Lemoni» (совместно с Dakis)                                              | 2019 | —  | El Diablo - The Album |
| «San Lava» (совместно с Oge)                                                      | 2019 | —  | El Diablo - The Album |
| «Logia»                                                                           | 2019 | —  | El Diablo - The Album |
| «Amore»                                                                           | 2020 | —  | El Diablo - The Album |
| «El Diablo»                                                                       | 2021 | 10 | El Diablo - The Album |
| Символ «—» означает, что сингл не попал в чарт или не выпускался в данной стране. |      |    |                       |

## Видеография
| Название                             | Год  | Примечания                      |
| ------------------------------------ | ---- | ------------------------------- |
| «What You Want»                      | 2014 | В составе OtherView             |
| «O Giros tou Kosmou»                 | 2014 | В составе OtherView             |
| «Ola Afta pou Niotho»                | 2015 | В составе OtherView             |
| «In The Club Bi**h»                  | 2015 | В составе OtherView             |
| «Xana»                               | 2016 | В составе OtherView             |
| «Tora I Pote»                        | 2017 | В составе OtherView             |
| «Pame Ap' Tin Arhi»                  | 2018 | В качестве сольного исполнителя |
| «Paradisos»                          | 2018 | В качестве сольного исполнителя |
| «Logia»                              | 2019 | В качестве сольного исполнителя |
| «Amore»                              | 2020 | В качестве сольного исполнителя |
| «Pare Me Agkalia» (совместно с Mike) | 2020 | В качестве сольного исполнителя |
| «El diablo»                          | 2021 | В качестве сольного исполнителя |

## Фильмография

### Телевидение
| Год        | Название                            | Канал | Примечание            |
| ---------- | ----------------------------------- | ----- | --------------------- |
| 2009       | Ellada Eheis Talento                | ANT1  | Участница             |
| 2014       | Just The 2 Of Us                    | Mega  | Участница — Наставник |
| 2016       | MADWalk - The Fashion Music Project | Alpha | —                     |
| 2016 —2017 | The Voice of Greece                 | Skai  | Соведущая             |
| 2017       | MADWalk - The Fashion Music Project | Alpha | —                     |
| 2017       | MTN MADWalk Cyprus                  | MAD   | —                     |
| 2017       | MAD Video Music Awards              | Alpha | —                     |
| 2017       | Super Music Awards Cyprus           | MAD   | —                     |
| 2018       | MADWalk - The Fashion Music Project | Alpha | —                     |
| 2018       | MAD Video Music Awards              | Alpha | —                     |
| 2018       | My Style Rocks                      | Skai  | Гость                 |
| 2019       | MADWalk - The Fashion Music Project | Alpha | —                     |
| 2019       | MAD Video Music Awards              | Alpha | —                     |

### Фильмы
| Год  | Название                     | Роль      | Примечания |
| ---- | ---------------------------- | --------- | ---------- |
| 2013 | Индюки: Назад в будущее      | Дженни    | Озвучка    |
| 2016 | The Bachelor                 | Сама себя | Гость      |
| 2017 | Смурфики: Затерянная деревня | Смурфики  | Озвучка    |